# 義行
義行（よしゆき、生没年不詳）とは、江戸時代の浮世絵師。

## 来歴
師系・経歴不明、義行と称す。作画期は享保の頃とされ、作に細判の漆絵「秋」が知られる。これは稲収穫の図で、春夏秋冬4枚組の1枚かといわれる。画中に「伏（フス）秋ぞ　御簾（ギョレン）にむかふ　冠形（カムリナリ）」の句あり。